# Atapuerca (opgraving)
De archeologische vindplaats van Atapuerca, gelegen in oude kalksteengrotten in het Atapuercagebergte (Sierra de Atapuerca) in het noordoosten van de Spaanse Hoogvlakte zijn, met een vondst van 32 menselijke voorouders, een invloedrijk bewijs van de aanwezigheid van het geslacht Homo in het Vroegpaleolithicum in Europa. Om die reden staat het gebied op de werelderfgoedlijst van de UNESCO. Het gaat hier om vondsten van Homo antecessor en Homo heidelbergensis. Homo antecessor vertegenwoordigt de belangrijkste vondsten. De vondsten komen ook aan bod in het Museo de la Evolución Humana in Burgos.

## Ligging
Atapuerca ligt ongeveer duizend meter boven zeeniveau en heeft een bijzondere topografische ligging. Het gebied vormt de waterscheiding tussen de valleien van de Douro en de Ebro in Baskenland. Het doorgangsgebied werd niet alleen door de prehistorische mens gebruikt, maar nog steeds door de moderne. De pelgrimsroute naar Santiago de Compostella loopt bijvoorbeeld ook door deze doorgang. In de negentiende eeuw werd een spoorweg door het gebied aangelegd, wat de enige manier was om de mijnen met de industriegebieden aan de Baskische kust te bereiken. 

## Homo antecessor
In 1997 vond men er botten van Homo antecessor. Antecessor betekent 'voorganger' in het Latijn, want het is de oudste bekende menselijke soort in West-Europa. De vondst gaat om een ongeveer tienjarig meisje dat circa 780 000 jaar geleden leefde. Het is een belangrijke vondst; daarvoor was enkel de aanwezigheid in Europa van de drie soorten mensen Homo sapiens, Homo neanderthalensis en Homo heidelbergensis bekend. Sommigen beweren dat Homo antecessor een aparte soort is, maar anderen vinden hem een onderdeel van Homo heidelbergensis. Zeker is dat het gaat om de oudste menselijke fossielen in West-Europa.
Een tweede belangrijke vondst was die van een onderkaak in 2008, waarbij stukken gereedschap zijn gevonden. De werktuigen die 1,2 miljoen jaar oud zijn, bewijzen dat de mens West-Europa eerder bewoonde dan men algemeen aannam.

## Homo heidelbergensis
In de Cueva Mayor (Spaans voor: voornaamste, grootste grot) zijn vele fossielen van homo heidelbergensis gevonden. Ze worden toegeschreven aan dertig verschillende individuen. Daarmee is deze vindplaats de belangrijkste voor deze soort. De vondsten zijn verschillend in ouderdom, geslacht, en leeftijd bij sterfte. De intacte schedel en de vele beenderen hebben veel duidelijkheid kunnen geven over de soort. Men is het er nu in het algemeen over eens dat de soort even groot was, maar breder en robuuster, dan de moderne mens.

## Andere vondsten
Naast de menselijke fossielen zijn ook grotschilderingen en werktuigen gevonden. Aan de hand van de gevonden botten heeft men kannibalisme bij de mensen kunnen aantonen. Naast menselijke resten vond men ook nog vele dierlijke resten. De kloof Sima del Elefante werd zo genoemd omdat men in 2001 enkele fossielen toeschreef aan mammoeten. Later bleek het te gaan om neushoorns. Naast mammoeten en neushoorns werden ook wolven, lynxen en knaagdieren gevonden. Ook werden veel beren gevonden zoals de Ursus deningeri en een nieuwe soort: de Ursus dolinensis, genoemd naar de grot waar hij gevonden werd. Een doline is een ingestorte kalksteengrot.